# Earias cupreoviridis
Earias cupreoviridis är en fjärilsart som beskrevs av Walker 1862. Earias cupreoviridis ingår i släktet Earias och familjen trågspinnare. Inga underarter finns listade i Catalogue of Life.